# Кумжарган (Уилский район)
Кумжарган (каз. Құмжарған) — село в Уилском районе Актюбинской области Казахстана. Входит в состав сельского округа им. Ш.Берсиева. Код КАТО — 155239300.

## Население
В 1999 году население села составляло 619 человек (330 мужчин и 289 женщин). По данным переписи 2009 года, в селе проживало 550 человек (275 мужчин и 275 женщин).